# Untereinheit 4 des Arp 2/3-Komplexes
Die Untereinheit 4 des Arp 2/3-Komplexes, verkürzt p20-ARC oder auch nur p20 (wegen der molaren Masse von rund 20 kDa) ist ein Strukturprotein und bildet zusammen mit sechs weiteren Proteinen des Arp 2/3-Komplex. Das Protein wird vom Gen ARPC4 auf dem dritten Chromosom des Menschen codiert.

## Funktion
Die Untereinheit 4 des Arp 2/3-Komplexes interagiert mit den Proteinen Arp2, Arp3, p16, p21,  p34 und p40 und bildet mit ihnen zusammen den Arp 2/3-Komplex, der eine wichtige Rolle bei der Bildung von Aktinfilamenten aus G-Aktin spielt. Der Komplex fungiert nämlich als Zentrum für die weitere Aktinnukleation, indem er mit den beiden Untereinheiten Arp 2 und 3 ein Aktin-Dimer nachahmt, dabei aber stabiler als das Dimer selbst ist. Die Untereinheit 4 scheint dabei hohe Affinität zu Aktin zu haben, was für die Funktion des Komplexes nötig ist.